# Brygada Nachal
Brygada Nachal również jako 933 Brygada (hebr. ‏חטיבת הנח"ל‎, Chatiwat Nachal) – związek taktyczny piechoty Sił Obronnych Izraela. Od 2018 brygada podlega Dowództwu Centralnemu.

## Historia

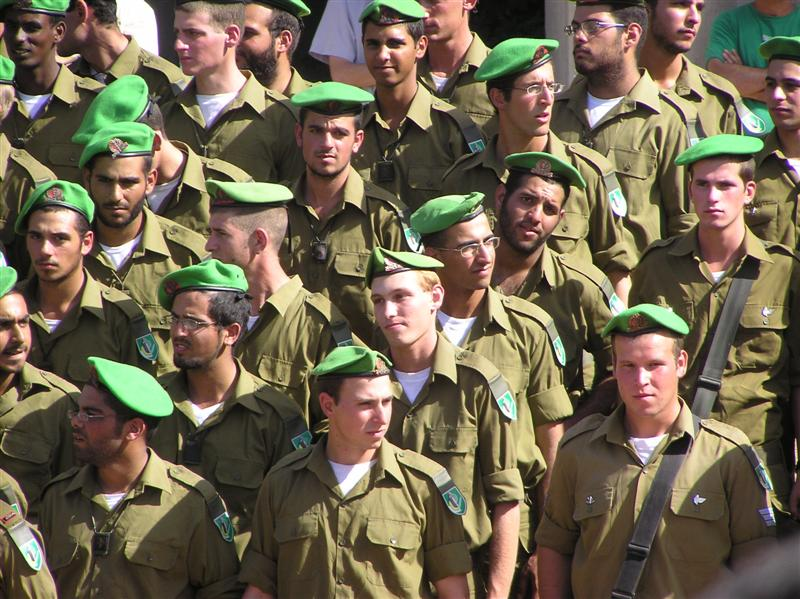
Żołnierze Brygady Nachal

### Program Nachal
Historia brygady sięga początków istnienia państwa Izrael. W 1948 grupa gar’in żydowskich osadników (pionierów) napisała list do premiera Dawida Ben Guriona prosząc, by mogli odbyć służbę wojskową jako grupa, bez dzielenia na różne jednostki wojskowe. W odpowiedzi premier uruchomił program wojskowy Nachal (hebr. ‏נח"ל‎, pol. Strumień), który był połączeniem służby wojskowej z pracą rolniczą.
Członkowie programu Nachal służyli razem w różnych jednostkach wojskowych, z których najsłynniejszą był batalion spadochroniarzy Nachal Mucnach (rezerwowy) z Brygady Spadochronowej. Odegrał on kluczową rolę podczas bitwy o Jerozolimę w 1967 podczas wojny sześciodniowej. Wiele innych oddziałów Nachal zasłynęło ze swoich działań na półwyspie Synaj, Zachodniego Brzegu (Judea i Samaria) i w Strefy Gazy.

### Brygada Nachal

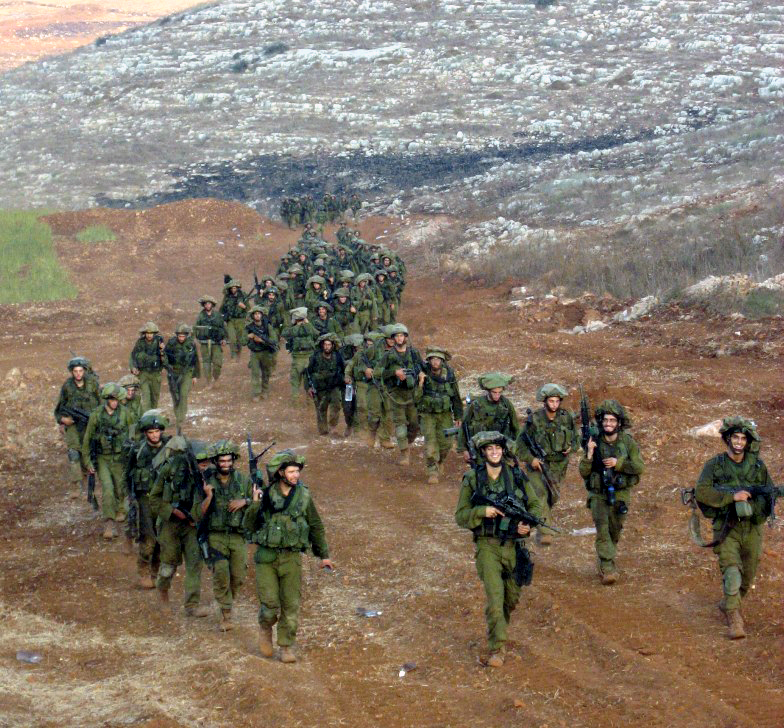
Żołnierze Brygady Nachal wracają z misji w Libanie

Podczas wojny libańskiej w 1982 pojawiło się zwiększone zapotrzebowanie na formacje piechoty w izraelskiej armii. Postanowiono wówczas utworzyć Brygadę Nachal. Jej podstawą stał się batalion programu Nachal – 50 Batalion Spadochroniarzy (Basalt) – który przeniesiono z Brygady Spadochronowej. Dołączono do niego dwa bataliony patrolowe Nachalu, których żołnierze przeszli uzupełniające szkolenie bojowe piechoty, stając się elitarnymi jednostkami piechoty. Brygada wzięła udział w ciężkich walkach w Bejrucie i w „strefie bezpieczeństwa” w południowym Libanie, ponosząc dotkliwe straty.
Wraz z wybuchem w 1987 pierwszej Intifady, Brygada Nachal rozpoczęła wypełnianie zadań bojowych w Strefie Gazy i na Zachodnim Brzegu. Służba ta trwała przez wiele miesięcy i miała specyficzny charakter działań antyterrorystycznych. Podczas intifady Al-Aksa brygada zabezpieczała osiedla żydowskie w Samarii i Judei. W 2002 wzięła udział w bitwie o Dżanin.
W 2006 brygadę wykorzystano w II wojnie libańskiej. Wzięła ona udział w najcięższych walkach z Hezbollahem na wschodnim odcinku działań w Libanie.
7 października 2023 dowódca Brygady Nachal płk Jonatan Steinberg zginął w ataku Hamasu. Żołnierze brygady odpowiadają za atak na konwój World Central Kitchen w Strefie Gazy z 1 kwietnia 2024, w wyniku którego zginęło siedmiu pracowników humanitarnych, w tym Polak Damian Soból. Szef sztabu Brygady, pułkownik rezerwy (alluf miszne) Nochi Mandel, jest najwyższym izraelskim oficerem zwolnionym ze służby za tę zbrodnię wojenną.

## Struktura
Brygada Nachal wchodzi w skład 162 Dywizji Pancernej (HaPlada) i od 2018 roku podlega Dowództwu Południowemu Sił Obronnych Izraela.
| Oddziały taktyczne: - 50 batalion spadochroniarzy Baselet - 931 batalion (Shaham) - 932 batalion (Granite) | Oddziały wsparcia: - 934 batalion rozpoznawczy (Topaz) - kompania przeciwpancerna (Gazit) - zmechanizowana kompania inżynieryjna (Sapphire) - 374 kompania rozpoznawcza (Flint) - kompania strzelców wyborowych - batalion łączności (Agate) |

50 batalion korzysta z bazy wojskowej Salem w Dolinie Jezreel.

## Uzbrojenie
Żołnierze Brygady Nachal są uzbrojeni w karabiny automatyczne z rodziny karabinów M16, w większości karabiny M16A2. Popularna jest także skrócona wersja karabinu szturmowego CAR-15, karabin szturmowy M4 i M4A1. W przyszłości planowane jest uzbrojenie żołnierzy w karabiny szturmowe Tavor. Wszystkie powyżej wymienione karabiny posiadają możliwość podczepienia różnorodnych akcesoriów, takich jak np. celownik optyczny, celownik noktowizyjny, latarka taktyczna lub granatnik podwieszany M203. Dodatkowo żołnierze są uzbrojeni w różnorodne granaty ręczne (odłamkowe, dymne, ogłuszające i inne).
Podstawowymi karabinami maszynowymi są: Negev i FN MAG. Z ciężkiego uzbrojenia używane są: ciężkie karabiny maszynowe Browning M2 i granatniki Mk 19.
Uzbrojeniem strzelców wyborowych są: karabin M24 SWS i karabin Barrett M82 (12,7 mm).
Do walki z pojazdami opancerzonymi żołnierze są uzbrojeni w granatniki przeciwpancerne RPG-7 i M72.
Brygada wykorzystuje transportery opancerzone M113 oraz uniwersalne pojazdy terenowe Humvee i różne odmiany patrolowych samochodów terenowych.

## Ciekawostki
W 2010 żołnierze 50 batalionu zasłynęli tworząc nagranie wideo samych siebie, tańczących we flash mob na ulicach Hebronu.